# Ciampate del Diavolo

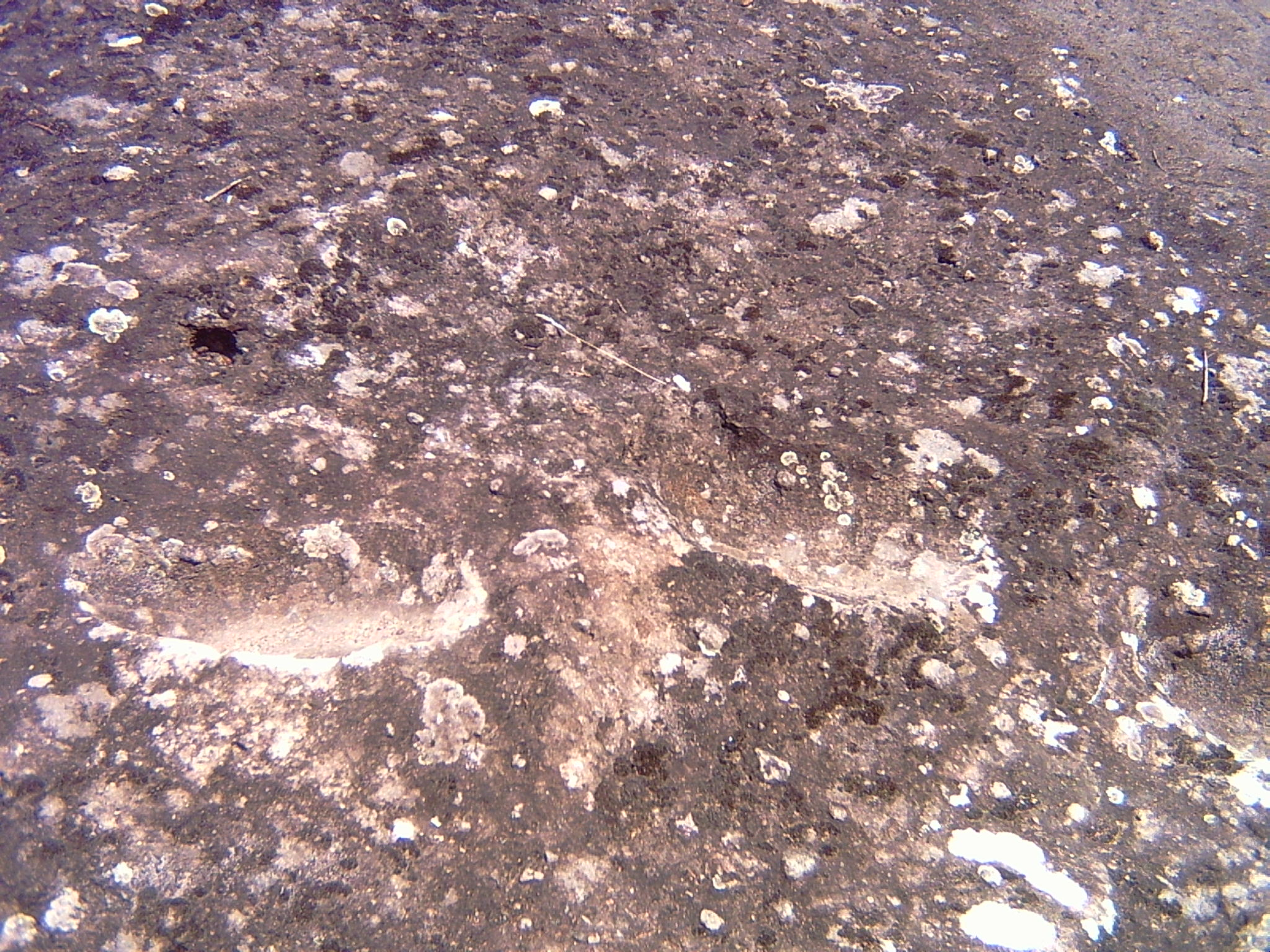
Ciampate del Diavolo.

Ciampate del Diavolo (jelentése az ördög lábnyoma) egy Roccamonfina melletti campaniai vidék. Nevét az itt talált ősi emberi lábnyom-leletek nyomán kapta. A helyi legendák ezeket a lábnyomokat az ördögnek tulajdonították, mivel úgy tartották, hogy egyedül ő volt képes a vulkán forró láváján sérülés nélkül járni. A lábnyomok 350 000 évesek. Az antropológiai rekonstrukciók szerint az itt élő hominidák 1,5 m magasak lehettek és valószínűleg a vulkán egyik kitörése elől menekültek.

## Fordítás
- Ez a szócikk részben vagy egészben  a   Ciampate del Diavolo című olasz Wikipédia-szócikk ezen változatának fordításán alapul.  Az eredeti cikk szerkesztőit annak laptörténete sorolja fel. Ez a jelzés csupán a megfogalmazás eredetét és a szerzői jogokat jelzi, nem szolgál a cikkben szereplő információk forrásmegjelöléseként.